# جنت جکسون: جشن ویژه سی‌امین سالگرد ملت ریتم
جشن ویژه سی‌امین سالگرد ملت ریتم (انگلیسی: A Special 30th Anniversary Celebration of Rhythm Nation) یک تور کنسرت توسط جنت جکسون هنرمند آمریکایی بود. این تور به مناسبت سی‌امین سالگرد انتشار چهارمین آلبوم استودیویی او، ملتِ ریتمِ جنت جکسون ۱۸۱۴ (۱۹۸۹) بود.